# Ноттульн
Ноттульн (нем. Nottuln) — община в Германии, в земле Северный Рейн-Вестфалия.
Подчиняется административному округу Мюнстер. Входит в состав района Косфельд.  Население составляет 19 871 человек (на 31 декабря 2010 года). Занимает площадь 85,6 км².
Коммуна подразделяется на 4 сельских округа.

## Фотографии

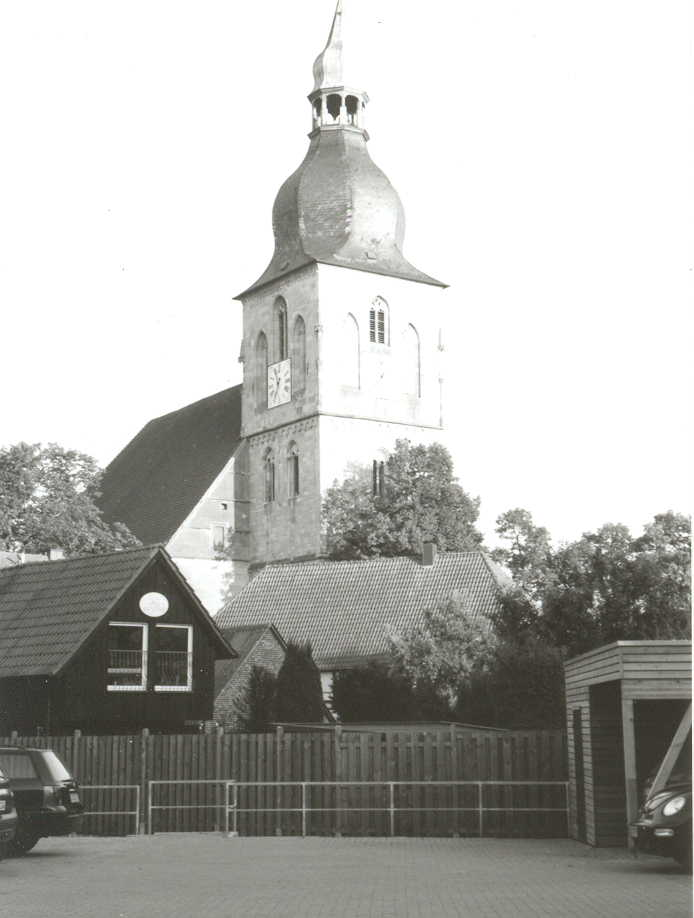
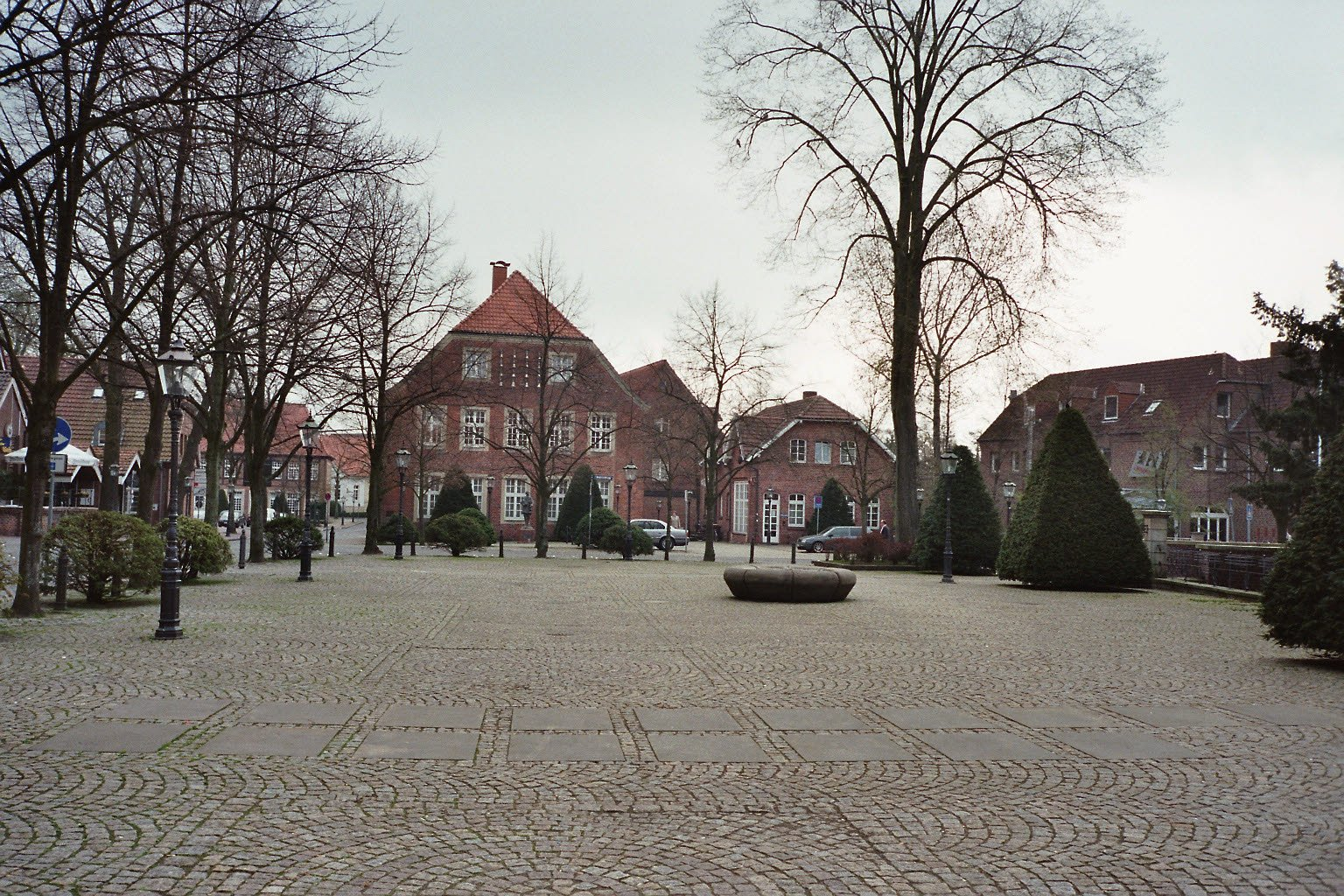
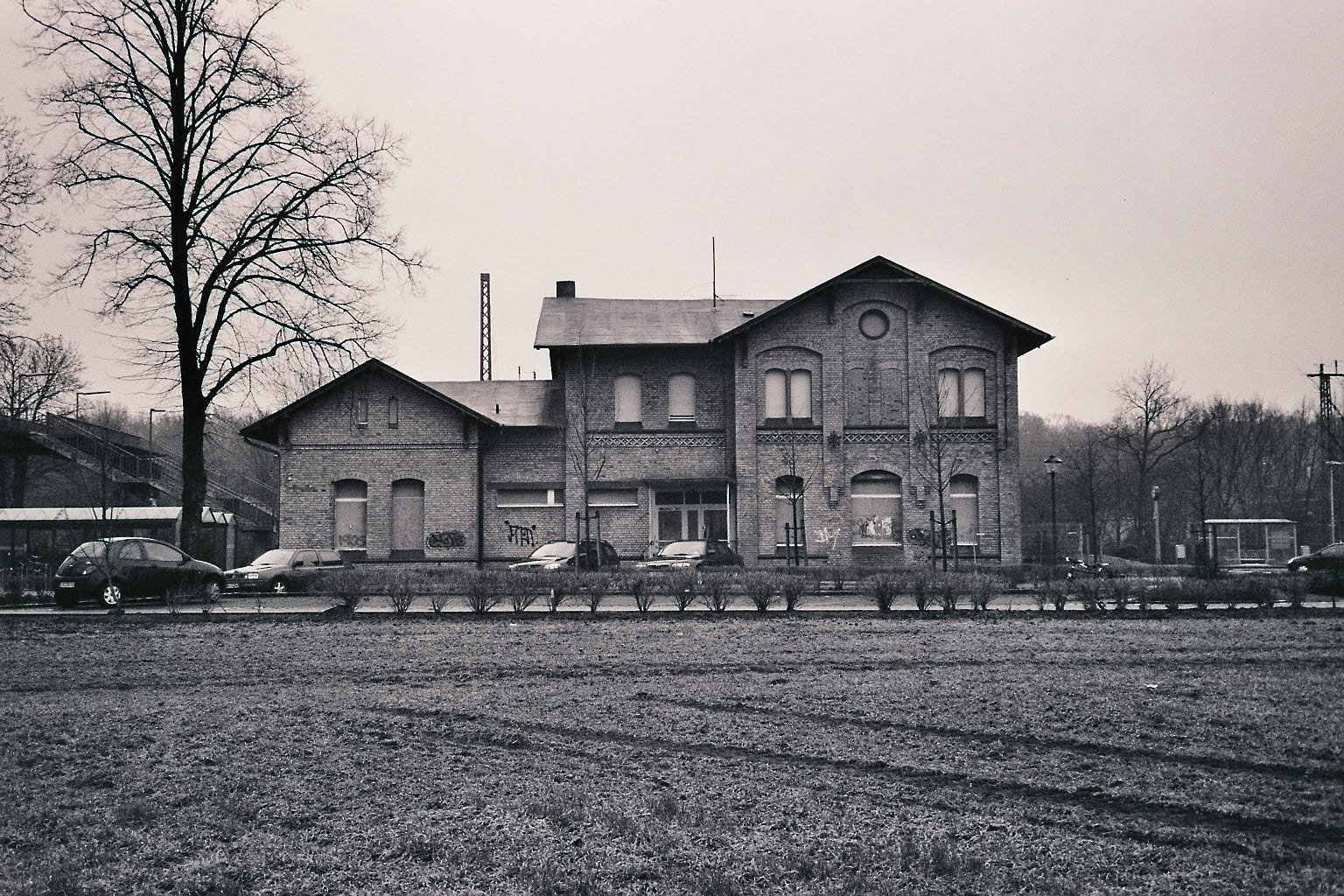